# Punta Pasillo
Punta Pasillo (von spanisch pasillo ‚Hausflur‘) ist eine Landspitze im Norden der Livingston-Insel im Archipel der Südlichen Shetlandinseln. Auf der Westseite des Kap Shirreff, dem nördlichen Ausläufer der Johannes-Paul-II.-Halbinsel, liegt sie unmittelbar nördlich des Playa Lobería.
Wissenschaftler der 45. Chilenischen Antarktisexpedition (1990–1991) benannten sie so, weil sich hier bei niedriger Tide ein schmaler Durchlass bietet.